# STS-129
STS 129 (ang. Space Transportation System) – trzydziesty pierwszy lot w kosmos promu Atlantis i sto dwudziesta dziewiąta misja programu lotów wahadłowców. Głównym celem lotu było dostarczenie na ISS dwóch części modułu ExPRESS Logistics Carrier (ELC-1 i ELC-2).
Misja promu rozpoczęła się 16 listopada 2009 roku. Po blisko 11 dniach lotu, 27 listopada, wahadłowiec wylądował w Centrum Kosmicznym imienia Johna F. Kennedy'ego.

## Załoga
źródło
Skład załogi, która wzięła udział w misji ogłoszono 30 września 2008.
- Charles O. Hobaugh (3)* – dowódca, NASA, USA
- Barry E. Wilmore (1) – pilot, NASA, USA
- Michael J. Foreman (2) – specjalista misji, NASA, USA
- Robert L. Satcher, Jr. (1) – specjalista misji, NASA, USA
- Randolf J. Bresnik (1) – specjalista misji, NASA, USA
- Leland D. Melvin (2) – specjalista misji, NASA, USA

### Odwieziony na Ziemię członekEkspedycji 20
- Nicole Stott (1) – specjalista misji, NASA, USA

*(liczba w nawiasie oznacza liczbę lotów odbytych przez każdego z astronautów)

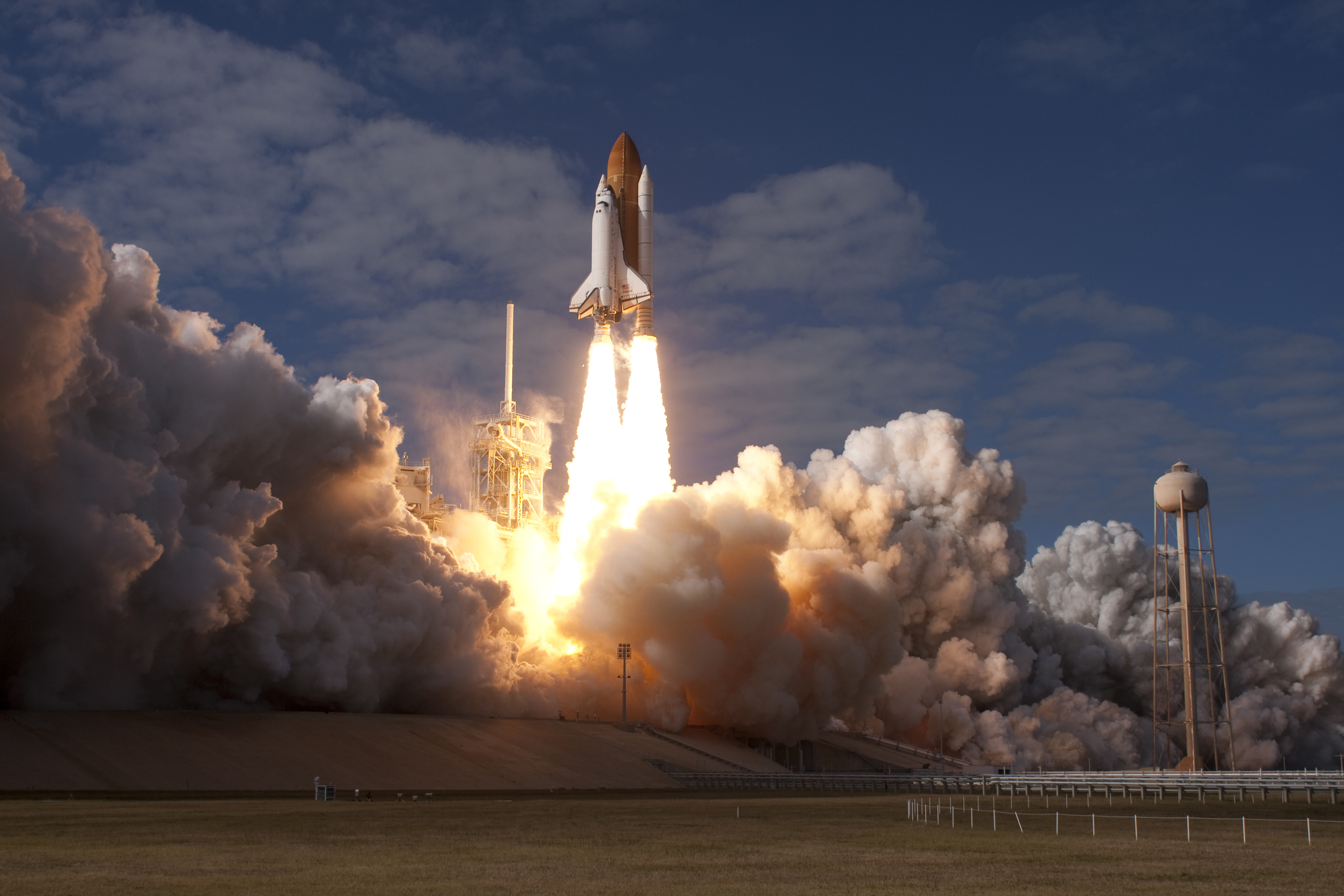
Start promu Atlantis do misji STS-129

## Dokowanie do ISS
- Połączenie z ISS: 18 listopada 2009, 16:51:19 UTC[1]
- Odłączenie od ISS: 25 listopada, 09:53:08 UTC[1]
- Łączny czas dokowania: 6 dni 17 godzin 1 minuta 49 sekund